# Полоз смугастий
Полоз смугастий (Hierophis spinalis) — неотруйна змія з роду полозів-гієрофісів родини Полозові (Colubridae). раніше відносили до роду стрункий полоз.

## Опис
Загальна довжина тіла сягає 86 см, хвоста — 25 см. Тулуб стрункий й тонкий. Кінчик морди тупо закруглений. Міжщелепний щиток слабко загортається на верхню сторону голови. Навколо середини тулуба є 17 лусок, черевних щитків — 188-207, підхвостових - 91-101 пара. Анальний щиток розділений. Черевні луски гладенькі. 
Верхня сторона тіла світло-коричневого, зеленувато-оливкового або темно-сірого кольору. Вузька біла або жовта смужка, облямована більш-менш вираженим темним пунктиром або суцільними темними смугами, бере початок в передній частині лобового щитка, по шву між тім'яними щитками і тягнеться до кінця хвоста. Задня частина тіла з темними та світло-коричневими поздовжніми смугами. Черевна сторона тіла світло-жовта зі світло-сірими поперечними смугами. На краю черевних щитків від голови проходить світло-сіра пунктирна лінія, яка доходить до хвоста. Нижня сторона хвоста сірувата. 

## Спосіб життя
Полюбляє узбережжя водойм, зарості чагарників, зокрема шипшини, трав'янисто-осокові болота, аридні ландшафти, сухі щебнисто-полинові пустелі. Активний вдень. Ховається у норах гризунів. Харчується ящірками.
Це яйцекладна змія. Самиця на початку липня відкладає 4-9 яєць. 

## Розповсюдження
Мешкає на південному сході Казахстану, у північному Китаї, Монголії, Кореї, Приморському краю Росії. 